# Collision fatale
Pour plus de détails, voir Fiche technique et Distribution.
Collision fatale (Earthstorm) est un téléfilm américano-canadien réalisé par Terry Cunningham et diffusé le 10 mars 2007 sur Sci Fi Channel.

## Synopsis
Un impact d'astéroide massif sur la Lune commence à provoquer des tempêtes sur Terre dû aux changements dans les courants des océans...

## Fiche technique
- Titre original : Earthstorm
- Réalisation : Terry Cunningham
- Scénario : Michael Konyves (en)
- Société de production : CineTel Films (en), Reel One Entertainment (en)
- Durée : 90 minutes
- Pays :  États-Unis,  Canada

## Distribution
- Stephen Baldwin (VF : Thierry Ragueneau) : John Redding
- Amy Price-Francis (VF : Barbara Delsol) : Dr Lana Gale
- John Ralston (VF : Guillaume Orsat) : Dr Garth Pender
- Dirk Benedict (VF : Guy Chapellier) : Victor Stevens
- Matt Gordon (en) : Albert
- Anna Silk : Bryna
- Jason Blicker (en) : Tony
- Conrad Coates (en) : Will
- Jessica Heafey : la major Rachel Fine
- James Gallanders : le capitaine Ben Halberstom
- Richard Leacock : Ollie
- Amy Ciupak Lalonde (en) : le journaliste télé #1
- John Mackenzie Bell : le journaliste télé #2
- Gary Brennan : le technicien
- Lisa Ciara : la scientifique
- Dominic Cuzzocrea : l'homme sans-abri
- Neville Edwards : l'officier de l'aviation
- Joe Allen Price : le général